# Chrysogorgia versluysi
Chrysogorgia versluysi är en korallart som beskrevs av Sôichirô Kinoshita 1913. Chrysogorgia versluysi ingår i släktet Chrysogorgia och familjen Chrysogorgiidae. Inga underarter finns listade i Catalogue of Life.